# 統一航空機製造会社
統一航空機製造会社（とういつこうくうきせいぞうがいしゃ、ロシア語: Объединённая авиастроительная корпорация、英語: United Aircraft Corporation）は、ロシア国有の航空持株会社である。略称OAK (ОАК) またはUAC。

## 歴史
2006年、2月にプーチン大統領により、スホーイ、ミグ、イリューシン、ツポレフなどのロシアの主要な航空機メーカーを統合して作られた国策企業。会長には副首相兼国防相（現副首相）のセルゲイ・イワノフが就いた。2007年10月、連邦金融市場サービスは統一航空機製造会社の普通株式の第一次発行を登録した。発行株式数は967億2400万株、株価は一株あたり1ルーブル (US$0.04)だった。 同様に2008年に10–15%の株を売却して75％の株式を保持する計画であると発表された。現在は5回の追加株式発行で1746.1億ルーブルの資本を調達した。ロシア連邦政府の保有割合は80.29%である。
2007年12月に2番目に大きい国有のVTB 銀行がEADSの保有する5%の株式をUACへ市場価格で売却するであろうと発表した。その月末にVTBはEADSの保有株式を国有のVnesheconom銀行へ売却した。 EADSは今尚、イルクート社の10%の株式を所有し、それをUACの株式に転換する予定である。 EADSとUACは互いの株式の所有を進めている。
2017年5月にCOMAC C929の共同開発を進めてきた中華人民共和国の国有企業中国商用飛機と航空機を共同製造する合弁会社「中露国際商用飛機有限責任公司」（CRAIC）を上海で設立、中国に技術移転を進める欧米のエアバスやボーイングに対抗した動きとされる。
2017年6月、傘下にあるミグとスホーイを2019年内に合併・統合すると発表したが、スケジュールは遅れて2021年3月に実現した。

## 生産
UACはスホーイ・スーパージェット100(正式にはロシア・リージョナルジェット)と(イルクート、イリューシン、ツポレフによる)中距離機MS-21を含むロシア航空産業によって提案された7つの計画を進めている。
2009年にUACは17機の旅客機を含む90機を販売した。これにはロシア空軍への31機のMiG-29と2機のSu-34戦闘機も含まれる。2009年の売上高は1150から1200億ルーブルである。
統一航空機製造会社は世界最大の航空機メーカの一つであるが、一企業としての利潤のみならずロシア連邦の国益をも追求している。

## 現在の生産機
この節は現在と将来の統一航空機の傘下の生産機種が含まれる。

### 民間
- Il-114
- Il-96
- MS-21
- スホーイ・スーパージェット100
- Su-80

### 貨物
- Il-76
- Il-96-400T
- Il-112
- Il-114T
- UAC/HAL Il-214

### 特殊用途
- Be-200

### 軍用
- Il-76
- Il-78
- MiG-29
- MiG-31
- MiG-35
- Su-25
- Su-27
- Su-30
- Su-33
- Su-34
- Su-35BM
- Su-57
- Tu-160
- Yak-130
- スキャット